# Australisk ibis
Australisk ibis (Threskiornis molucca) är en fågel i familjen ibisar inom ordningen pelikanfåglar.

## Utseende
Australisk ibis är en 63–76 cm lång fågel i svart och vitt. Adulta fågeln har bart svart huvud, medan ungfågelns är befjädrat. Näbben är tunnare och benen inte lika svarta som andra i sitt släkte. I häckningsdräkt skiljs den tydligt från helig ibis med mer befjädring på halsen, plymer på halsens framsida och svarta vingspetsar. Utanför häckningstid är tertialerna gråfärgade, halsplymerna saknas och den bara huden på undersidan av vingen är skär istället för röd.

## Utbredning och systematik
Australisk ibis delas in i två underarter med följande utbredning:
- Threskiornis molucca molucca – förekommer i Australien och södra Nya Guinea, södra Moluckerna och östra Små Sundaöarna
- Threskiornis molucca pygmaeus – förekommer på öarna Rennell och Bellona i ögruppen Salomonöarna

## Status och hot
Arten har ett stort utbredningsområde och en stor population med stabil utveckling. Utifrån dessa kriterier kategoriserar IUCN arten som livskraftig (LC).

## Bildgalleri

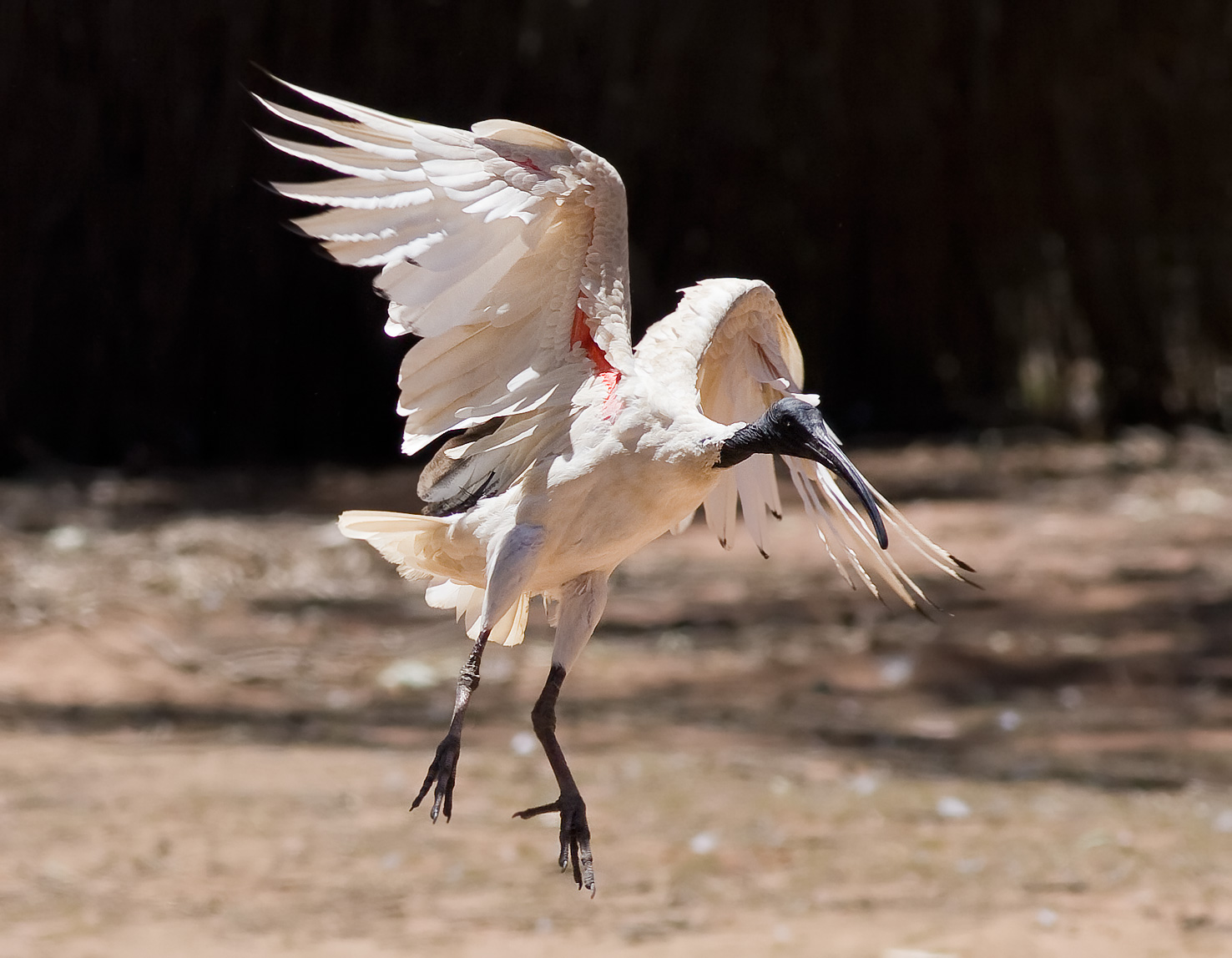
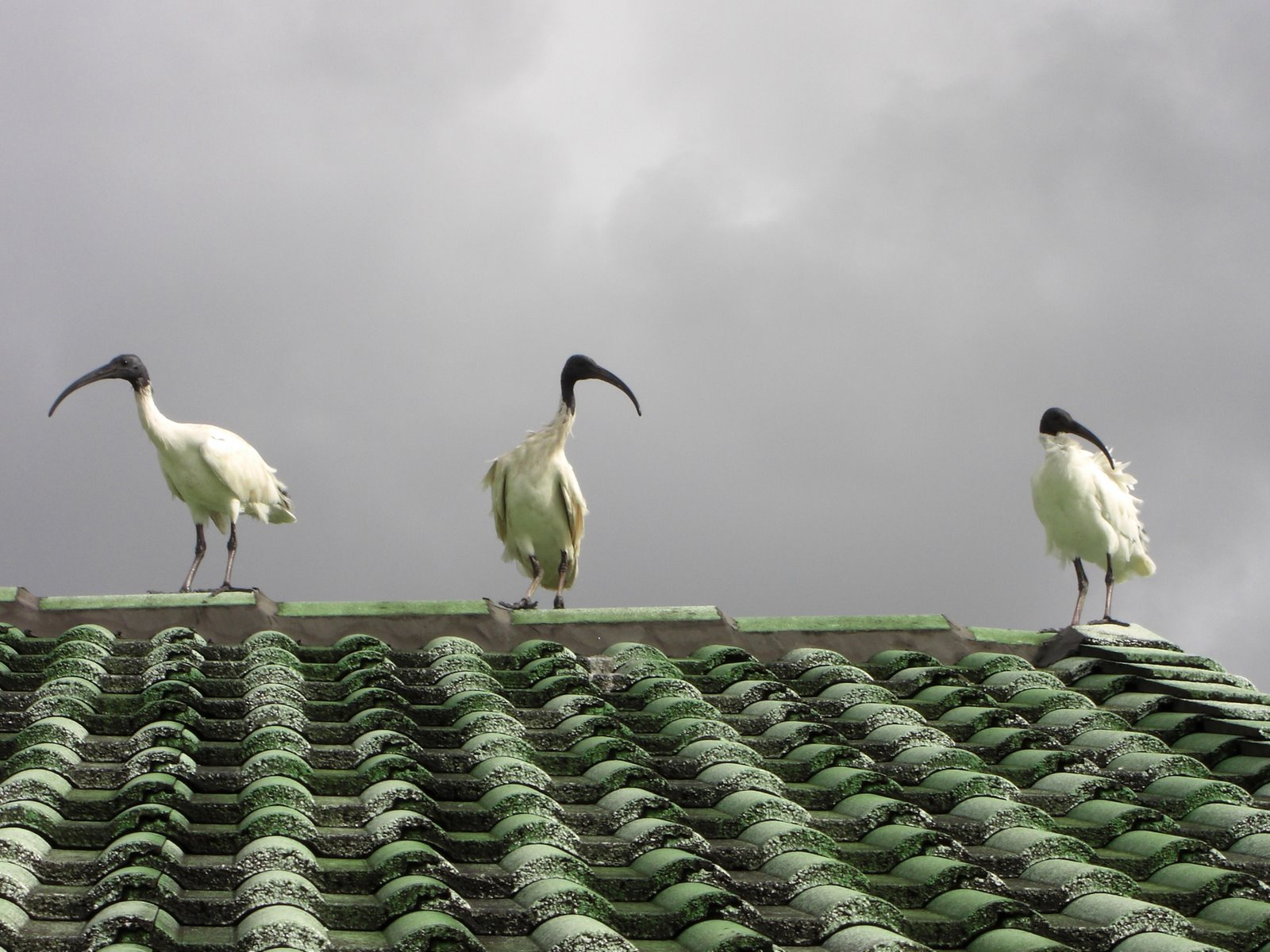